# Los Reartes
Los Reartes é uma comuna da província de Córdoba, na Argentina.